# Jan van Breda Kolff
Jan Gualtherus van Breda Kolff (ur. 18 stycznia 1894 w Medanie, zm. 6 lutego 1976 w West Chatham) – piłkarz holenderski grający na pozycji napastnika. W swojej karierze rozegrał 11 meczów i strzelił 1 gola w reprezentacji Holandii.

## Kariera klubowa
W swojej karierze piłkarskiej van Breda Kolff grał w klubie HVV Den Haag.

## Kariera reprezentacyjna
W reprezentacji Holandii van Breda Kolff zadebiutował 2 kwietnia 1911 roku w wygranym 3:1 meczu Rotterdamsch Nieuwsblad Beker 1911 z Belgią, rozegranym w Dordrechcie i w debiucie zdobył gola. W 1912 roku wystąpił na Igrzyskach Olimpijskich w Sztokholmie. Na tych igrzyskach zdobył z Holandią brązowy medal. Od 1911 do 1913 roku rozegrał w kadrze narodowej 11 meczów i strzelił 1 gola.